# Félix Herren
Félix Herren (Bázel, 1887 – ?) svájci nemzetközi labdarúgó-játékvezető.

## Pályafutása

### Nemzeti kupamérkőzések

#### Svájci Kupa
Az 1925-1926 években induló, első kupasorozatban az egyik elődöntő koordinálását kapta feladatul.
| Időpont          | Helyszín                 | Mérkőzés típusa | Mérkőzés                   | Eredmény | Nézők száma |
| ---------------- | ------------------------ | --------------- | -------------------------- | -------- | ----------- |
| 1926. március 7. | Charmilles Stadion, Genf | egyik elődöntő  | Servette FC Genève–FC Bern | 0 : 1    | 3 500       |

### Nemzetközi játékvezetés
A Svájci labdarúgó-szövetség Játékvezető Bizottsága (JB) 1924-ben terjesztette fel nemzetközi játékvezetőnek, a Nemzetközi Labdarúgó-szövetség (FIFA) bíróinak keretébe. Több nemzetek közötti válogatott és klubmérkőzést vezetett vagy működő társának partbíróként segített. Az aktív nemzetközi játékvezetéstől 1926-ban búcsúzott. Válogatott mérkőzéseinek száma: 7.

#### Olimpia
Az 1924. évi nyári olimpiai játékok labdarúgó tornáján a FIFA JB bírói szolgálatra foglalkoztatta. A FIFA JB elvárása szerint, ha nem működött, akkor működő társának segített partbíróként.
Vezetett mérkőzéseinek száma olimpián: 1+2 (partbíró).
| Időpont         | Helyszín                 | Mérkőzés típusa    | Mérkőzés          | Eredmény | Nézők száma |
| --------------- | ------------------------ | ------------------ | ----------------- | -------- | ----------- |
| 1924. május 27. | Olimpiai Stadion, Párizs | egyik nyolcaddöntő | Hollandia–Románia | 6 : 0    | 1 840       |

## Magyar vonatkozás
| Időpont         | Helyszín                      | Mérkőzés típusa          | Mérkőzés                   | Eredmény | Nézők száma |
| --------------- | ----------------------------- | ------------------------ | -------------------------- | -------- | ----------- |
| 1924. június 4. | Cavée Verte Stadion, Le Havre | 100. válogatott mérkőzés | Franciaország–Magyarország | 0 : 1    | 5 000       |

## Külső hivatkozások
- Félix Herren. World Referee. [2012. október 11-i dátummal az eredetiből archiválva]. (Hozzáférés: 2012. május 17.)
- Félix Herren. footballzz.com. (Hozzáférés: 2012. május 17.)
- Félix Herren. footballdatabase.eu. (Hozzáférés: 2012. május 17.)
- Félix Herren. eu-football.info. (Hozzáférés: 2012. május 17.)